# Zaozyorsk
Zaozyorsk (Russo: Заозёрск), é uma cidade fechada localizada no Oblast de Murmansque, Rússia. Em 2010 a população da cidade era de 11.199 habitantes.

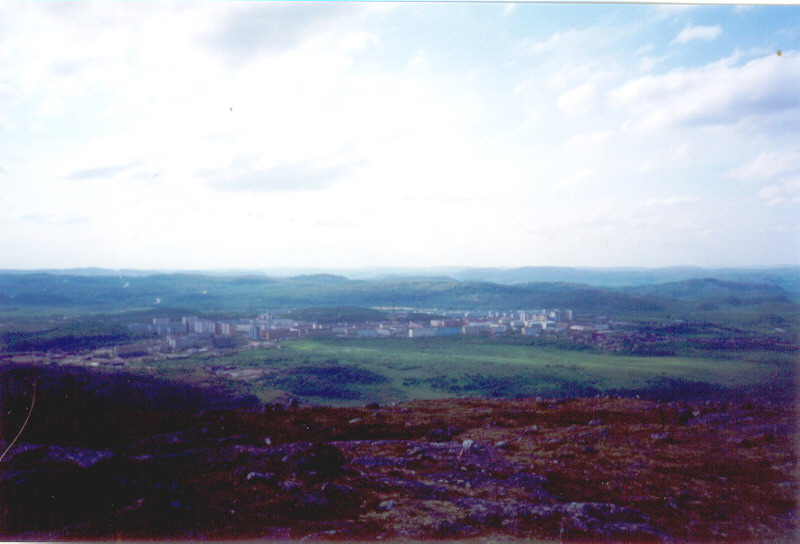
Panorama de Zaozyorsk